# Le Mystérieux Docteur Cornélius (roman)
Pour les articles homonymes, voir Le Mystérieux Docteur Cornélius.
Le Mystérieux Docteur Cornélius est un roman d'aventures affilié au merveilleux scientifique de l'écrivain français Gustave Le Rouge publié initialement en dix-huit fascicules entre 1912 et 1913.
Ce roman narre les aventures du docteur Cornélius Kramm, « sculpteur de chair humaine » et inventeur de la « carnoplastie » qui consiste à remodeler l'apparence de quiconque grâce à la chirurgie.

## Intrigue
Deux frères, Cornélius et Fritz Kramm, sont à la tête d'une organisation criminelle internationale appelé la « Main Rouge ». Tandis que Fritz est un homme d'action et dirige la Main Rouge d'une main de fer, Cornélius est un brillant scientifique, mais amoral et comploteur, capable de modifier l'apparence des gens grâce à la science de la « carnoplastie ». À travers de nombreuses aventures, les deux hommes cherchent à étendre leur empire et leur richesse.

## Analyse de l'œuvre
Ce roman d'aventures repose principalement sur le personnage du docteur Cornélius. Archétype du savant fou, dont la figure est très présente dans la littérature d'imagination scientifique de la fin XIXe siècle et du début XXe siècle, Cornélius Kramm kidnappe ses victimes pour mener des expériences de « carnoplastie ». En effet, inventeur de cette science chirurgicale, il se vante de pouvoir remodeler la substance humaine au gré de ses envies. C'est ainsi qu'il s'amuse à intervertir l'apparence physique du fourbe Baruch Jorgell avec celle de l'inoffensif Joë Dorgan.
Apparenté au genre merveilleux-scientifique, cette œuvre conjecturale est parsemée d'inventions spectaculaires. Outre celles issues du docteur Cornélius, ces inventions sont également le fait du chimiste Gaston de Maubreuil, à même de synthétiser toutes sortes de pierres précieuses, ou de Prosper Bondonnat, capable d'accélérer la végétation pour obtenir des fruits en un jour ou de dominer les intempéries.

## Publication

### Liste de fascicules
1. L'Énigme du Creek sanglant
2. Le Manoir aux diamants
3. Le Sculpteur de chair humaine
4. Les Lords de la Main rouge
5. Le Secret de l'île des pendus
6. Les Chevaliers du chloroforme
7. Un Drame au Lunatic Asylum
8. L'Automobile fantôme
9. Le Cottage hanté
10. Le Portrait de Lucrèce Borgia
11. Cœur de gitane
12. La Croisière du Gorill-Club
13. La Fleur du sommeil
14. Le Buste aux yeux d'émeraude
15. La Dame aux scabreuses
16. La Tour fiévreuse
17. Le Dément de la maison bleue
18. Bas les masques

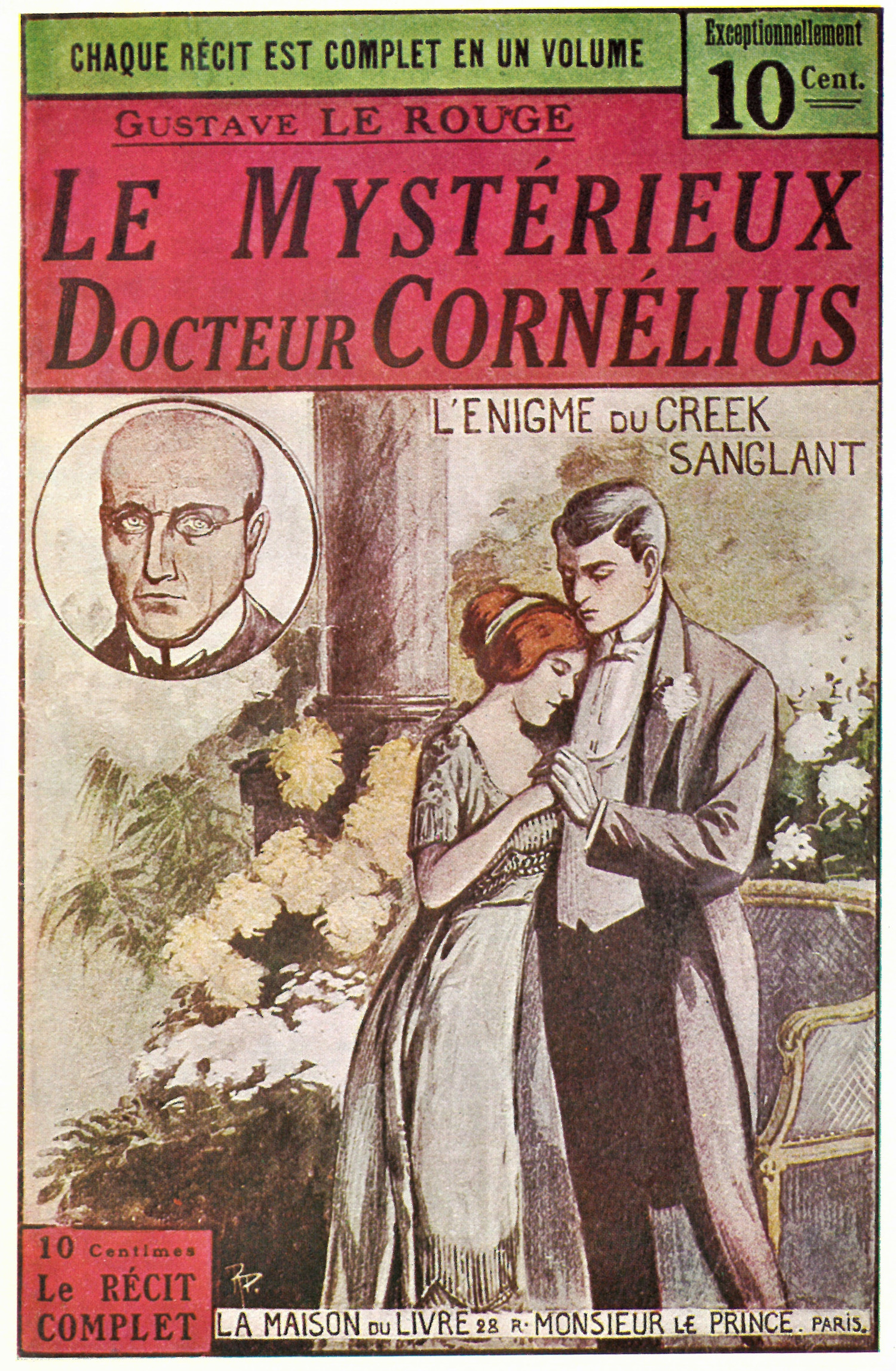
L'Énigme du Creek sanglant, fascicule no 1, 1912.
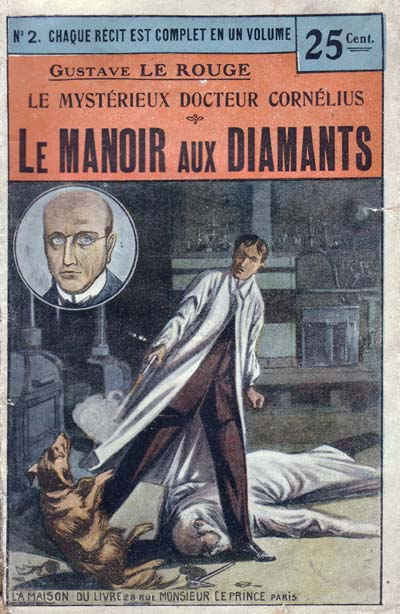
Le Manoir aux diamants, fascicule no 2, 1912.
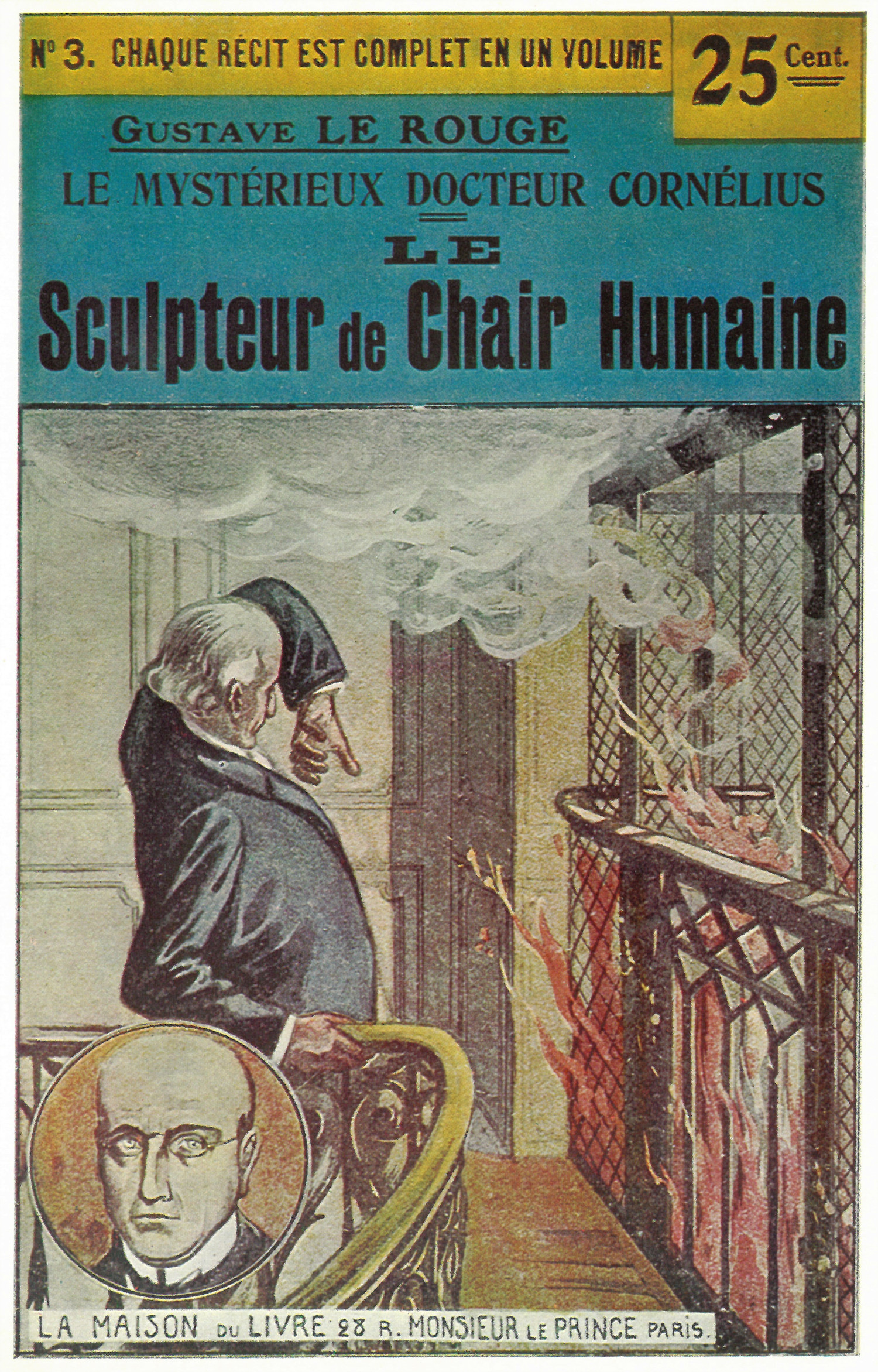
Le Sculpteur de chair humaine, fascicule no 3, 1912.
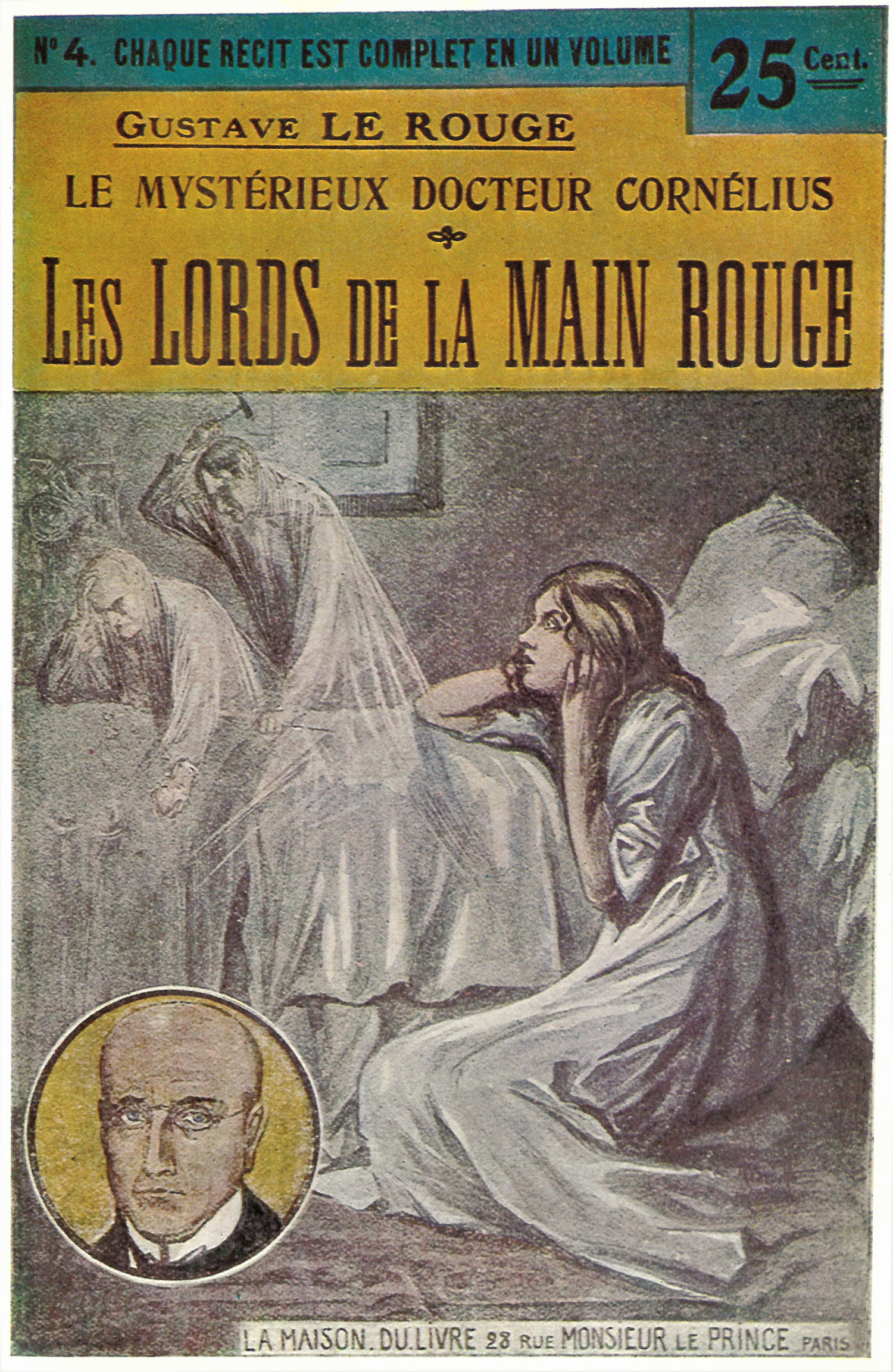
Les Lords de la Main rouge, fascicule no 4, 1912.
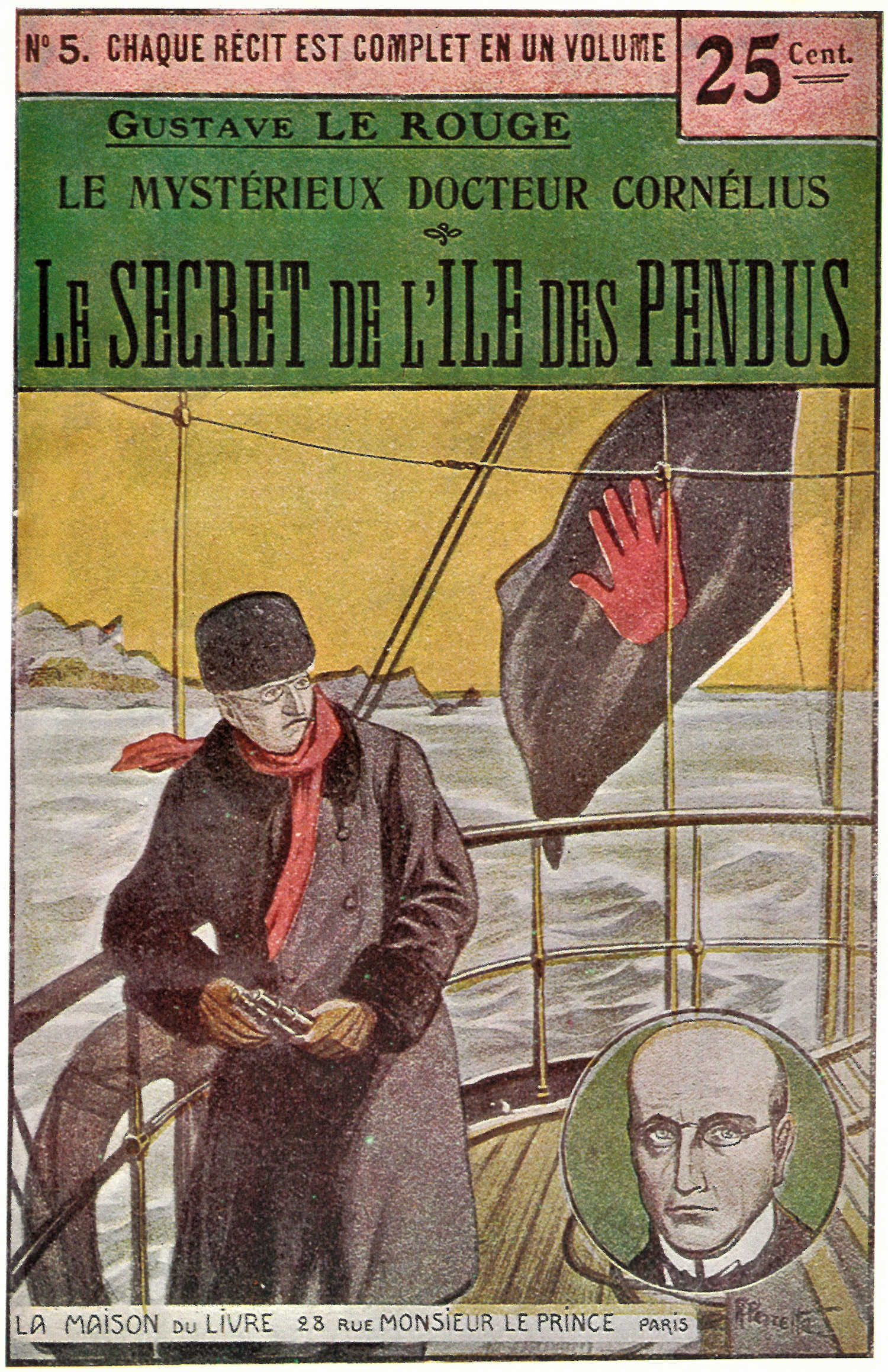
Le Secret de l'île des pendus, fascicule no 5, 1912.
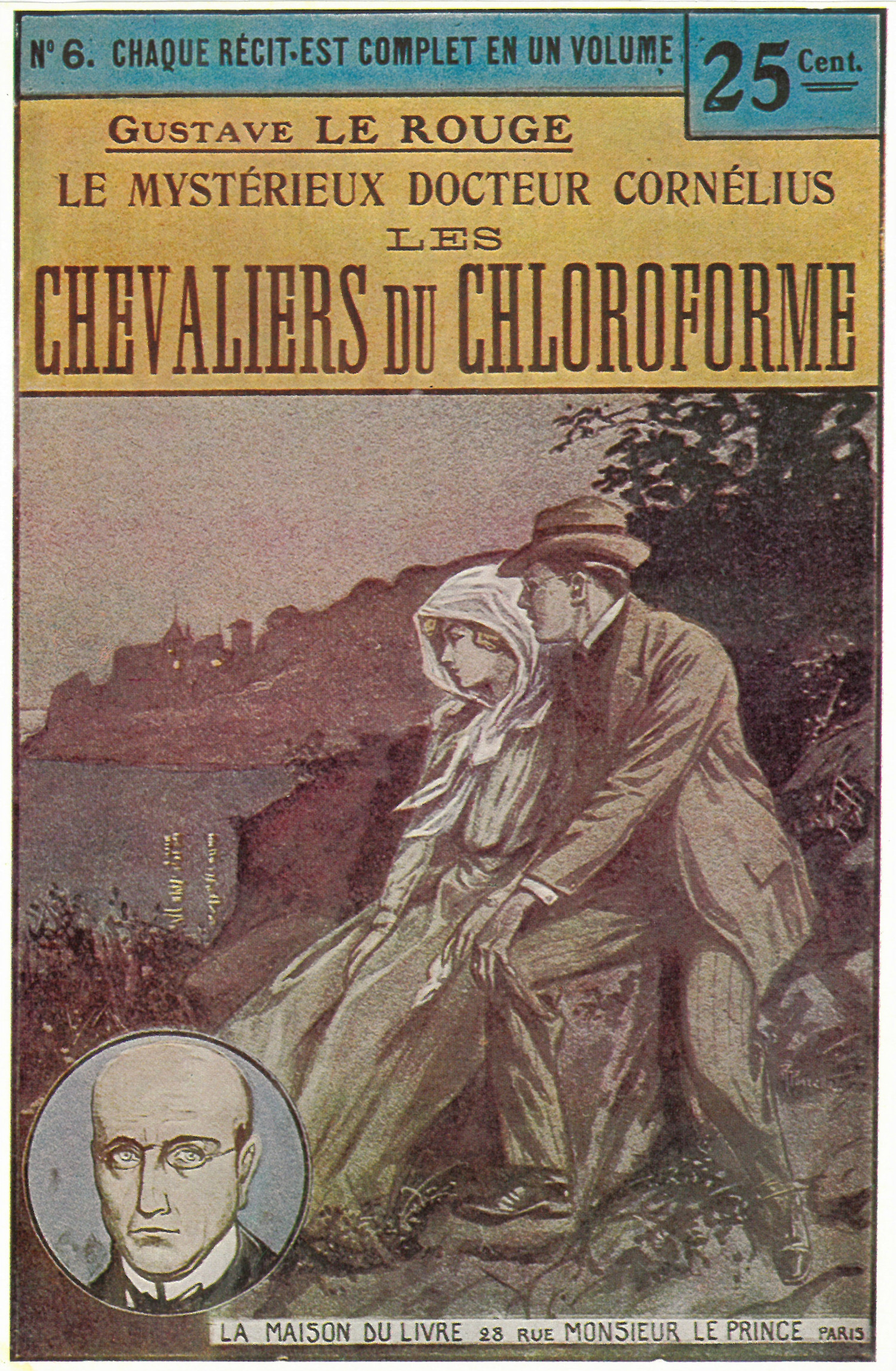
Les Chevaliers du chloroforme, fascicule no 6, 1912.

### Éditions françaises
- Paris, Maison du Livre Moderne, 1912-1913, en dix-huit fascicules.
- Paris, Éditions Tallandier, 1918-1920, version remaniée[1] en neuf volumes.
- Paris, 10/18, 1975, en cinq volumes.
- Paris, Éditions Robert Laffont, coll. « Bouquins », 1986.

### Réécriture de romans
Comme certains de ses confrères de la littérature populaire, Gustave Le Rouge s'est adonné à l'auto-plagiat en publiant d'anciens romans légèrement remaniés sous des titres différents. Ainsi, pour constituer quelques-unes des aventures du docteur Cornélius, il recycle le roman Le Voleur de visage publié en 1904 et la nouvelle Le Guet-apens publiée en 1905, tous deux chez Albert Méricant, qu'il enrichit pour l'occasion considérablement. En sens inverse, il réédite également des fascicules sous des titres différents, à l'instar du no 13, La Fleur du sommeil, réédité à la Librairie des Bibliophiles en 1917 sous le titre La Belle Endormie, dans lequel le savant Prosper Bondonnat affronte une secte de bonzes sur l'île japonaise de Basan.

## Adaptations
Les aventures du docteur Cornélius sont adaptées pour la première fois par Édith Loria dans un feuilleton radiophonique. Réalisé par Alain Barroux sur trente-cinq épisodes de 28 minutes, l'enregistrement est diffusé sur France Culture entre le du 26 décembre 1977 au 14 février 1978.
Maurice Frydland réalise en 1984 une version télévisée du roman de Gustave Le Rouge. Adapté en six épisodes de 55 minutes, le feuilleton narre la tentative des frères Cornélius et Fritz Kramm pour prendre le contrôle du monde.